# Sławomir Pach
Sławomir Pach (ur. 10 grudnia 1979 w Katowicach) – polski piłkarz, pomocnik.
Jest wychowankiem klubu Ruch Chorzów. Grał w kilku klubach różnych klas rozgrywkowych. W ekstraklasie występował w sezonie 2004/05 w barwach Zagłębia Lubin. Rozegrał w niej 19 spotkań, nie strzelając bramki. Od sezonu 2015/2016 występuje w T.S. Gwarek Tarnowskie Góry.